# Konnevesi (sjö)
Konnevesi är en sjö i Finland. Den ligger i kommunerna Rautalampi, Vesanto och Konnevesi i landskapen Norra Savolax och Mellersta Finland, i den centrala delen av landet, 290 km norr om huvudstaden Helsingfors. Konnevesi ligger 95,4 meter över havet. I omgivningarna runt Konnevesi växer i huvudsak blandskog. Den är 57,12 meter djup. Arean är 189,18 kvadratkilometer och strandlinjen är 642,62 kilometer lång. Sjön  ingår i Kymmene älvs huvudavrinningsområde.   Konnevesi är den till ytan 23 största sjön i Finland. Den östra delen av sjön hör till Södra Konnevesi nationalpark.